# Боб чорба
Боб чорба е традиционно ястие от българската кухня, приготвено от сварен боб, зеленчуци (морков, домат, чушка, лук) и подправки, която може да се консумира със или без запръжка. Друг популярен вариант на това ястие е „Боб чорба по манастирски“.
Често към тази супа се добавя колбас или нарязан бекон.
Приготвя се като обредно ястие за Бъдни вечер (постен боб).

## Технология
Зрелият боб се накисва във вода и престоява няколко часа за да набъбне. Водата се изхвърля, долива се нова вода и се сварява заедно със зеленчуците. Могат да се добавят сухи чушки вместо пресни.
Когато е готово, ястието се запържва с брашно и червен пипер.